# Лугнет Исстадион
«Лугнет» Исстадион (швед. Lugnets isstadion) — спортивное сооружение в Фалуне, Швеция. Сооружение предназначено для проведения матчей по  хоккею с мячом. Является частью спортивного комплекса «Лугнет». Арену для домашних игр использует команда по хоккею с мячом — Фалу. Трибуны спортивного комплекса вмещают 4200 зрителей.
Открыта арена в 1975 году.
Инфраструктура: искусственный лёд.

## Информация
Адрес: Фалун, Högskolegatan, 15 (Falun)